# Kalkesbach
Kalkesbach (Luxemburgs: Kalkesbaach) is een plaats in de gemeenten Berdorf en Consdorf en het kanton Echternach in het oosten van Luxemburg.